# 이승우 (1997년)
이승우(1997년 7월 1일 ~ )은 전 KBO 리그 야구 선수의 외야수이다.

## 출신학교
- 백마초등학교
- 홍은중학교
- 휘문고등학교